# Puccinia oreoboli
Puccinia oreoboli är en svampart som beskrevs av Cummins 1941. Puccinia oreoboli ingår i släktet Puccinia och familjen Pucciniaceae.   Inga underarter finns listade i Catalogue of Life.